# Vikings

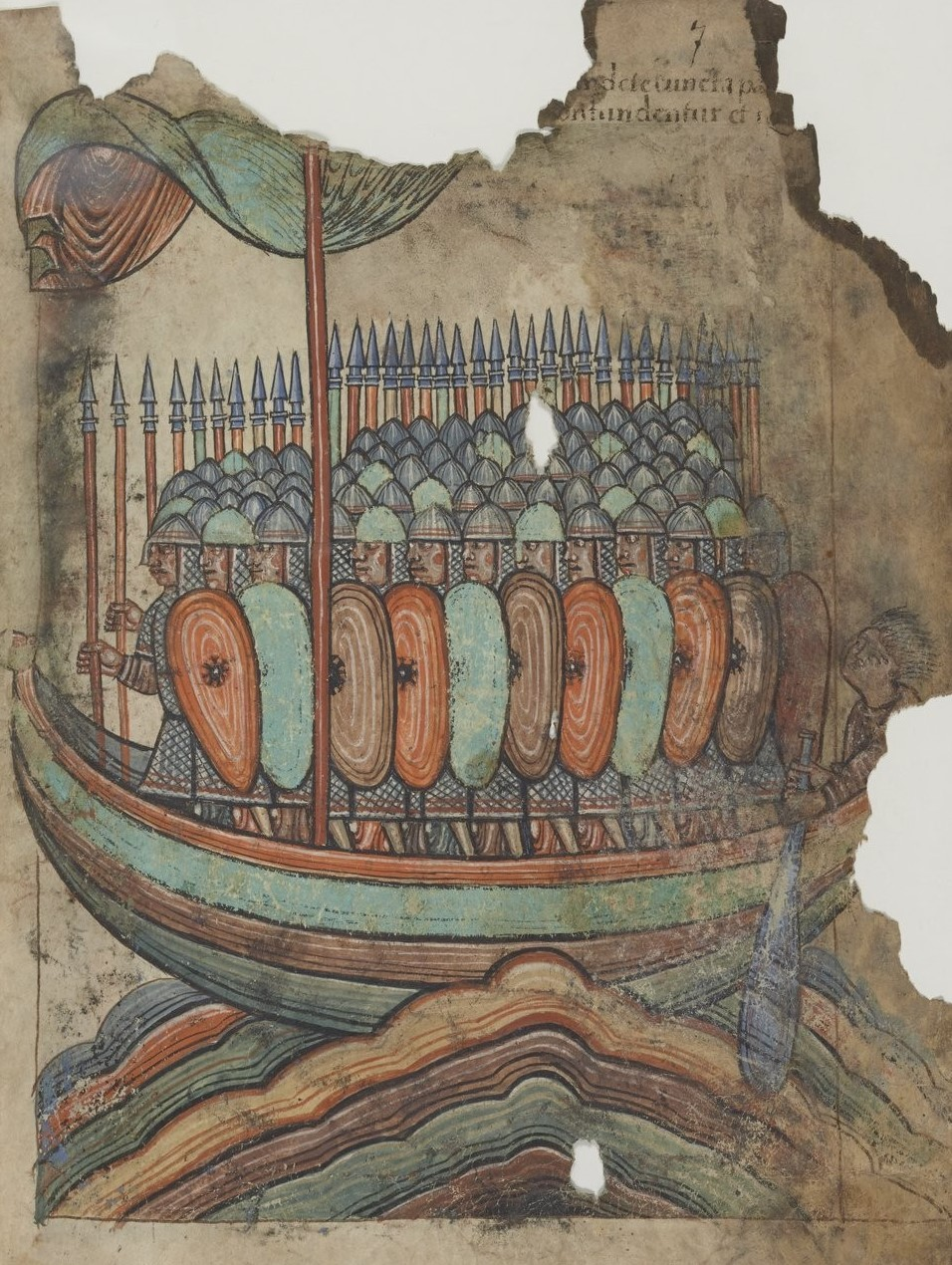
Representação de vikings navegando em um navio longo, numa ilustração de c. 1100.

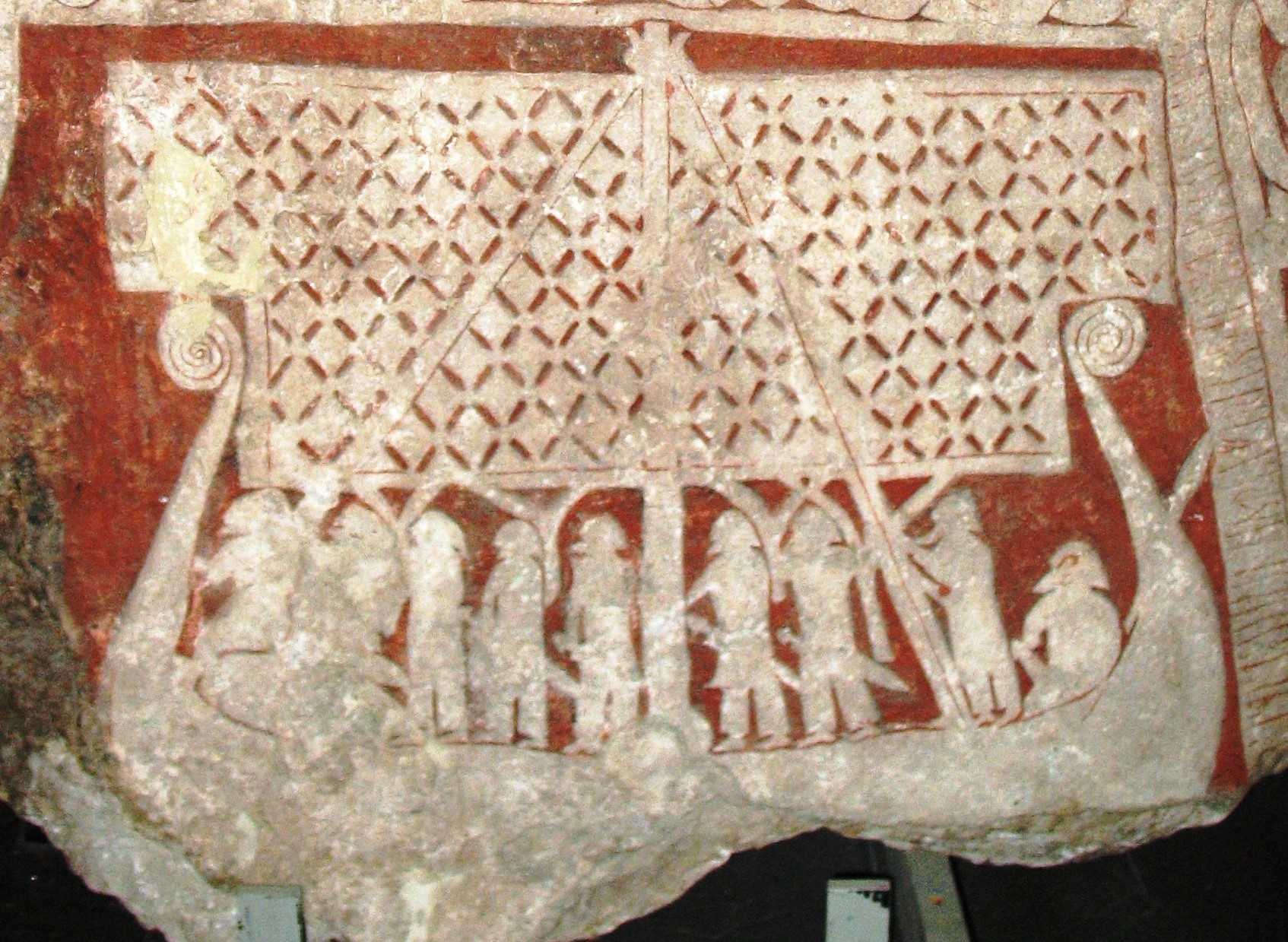
Uma representação feita durante a Era Viking da Pedra de Tjängvide, em Gotlândia.

Viking (do nórdico antigo víkingr), víquingue ou  viquingue é um termo habitualmente usado para se referir aos exploradores, guerreiros, comerciantes e piratas escandinavos que invadiram, exploraram e colonizaram grandes áreas da Europa e das ilhas do Atlântico Norte a partir do final do século VIII e até ao início do século XI.
Marinheiros e navegadores experientes em seus navios característicos chamados de dracars, os Vikings estabeleceram assentamentos e governos nórdicos nas Ilhas Britânicas, nas Ilhas Feroe, na Islândia, na Groenlândia, na Normandia e na Costa Báltica, bem como ao longo das rotas comerciais dos rios Dnieper e do Volga através na Rússia moderna, na Bielorrússia e Ucrânia, onde também eram conhecidos como varegues. Os normandos, os nórdicos-gaélicos, o povo rus, os faroeses e os islandeses emergiram dessas colônias nórdicas. A certa altura, um grupo de Rus Vikings foi tão para o sul que, depois de servir brevemente como guarda-costas do imperador bizantino, atacaram a cidade bizantina de Constantinopla. Os Vikings também viajaram para o Mar Cáspio (na região do Irã, Daguestão e Azerbaijão) e até a Arábia. Eles também foram os primeiros europeus a chegar à América do Norte, brevemente fundando uma colônia em Terra Nova (Vinlândia). Ao espalharem a cultura nórdica para terras estrangeiras, eles simultaneamente trouxeram escravos, concubinas e influências culturais estrangeiras para a Escandinávia, influenciando o desenvolvimento genético e histórico de ambos. Durante a Era Viking, as terras natais nórdicas foram gradualmente consolidadas de reinos menores em três reinos maiores, nos territórios atuais da Dinamarca, Noruega e Suécia.
Os vikings falavam nórdico antigo e faziam inscrições em runas. Durante a maior parte do período histórico das suas expedições, eles seguiram a religião nórdica antiga, porém mais tarde se converteram ao cristianismo. Os vikings tinham suas próprias leis, arte e arquitetura. A maioria deles eram agricultores, pescadores, artesãos e comerciantes. As concepções populares dos vikings muitas vezes diferem fortemente da civilização complexa e avançada dos nórdicos que emerge da arqueologia e de fontes históricas. Uma imagem romantizada dos vikings como nobres selvagens começou a surgir no século XVIII; isso se desenvolveu e se tornou amplamente propagado durante o revivificação viking do século XIX. As visões dos vikings como pagãos violentos e piratas ou como aventureiros intrépidos devem muito a variedades conflitantes do mito viking moderno que tomou forma no início do século XX. As atuais representações populares dos Vikings são tipicamente baseadas em clichês e estereótipos culturais, complicando a apreciação moderna do legado Viking. Essas representações raramente são precisas - por exemplo, não há evidências de que eles usassem capacetes com chifres, um elemento do traje que apareceu pela primeira vez no século XIX.

## Etimologia
Hoje, de um modo um tanto controverso, a palavra viking também é usada como um adjetivo que se refere aos escandinavos da época; a população escandinava medieval é denominada frequentemente pelo termo genérico "nórdicos". A palavra wicinga ocorre pela primeira vez no poema anglo-saxónico Widsith do século X.[carece de fontes?]
Os vikings não usavam a palavra viking para se referirem a si próprios. A rara ocorrência da palavra em pedras rúnicas é sobretudo na expressão "fara i viking", significando "ir em viagem de comércio, de pirataria, de expedição guerreira". Nas terras atingidas pelos vikings eram usados vários termos para os designar:
- Os Ingleses chamavam-nos de dinamarqueses, pagãos, e mais raramente de vikings;
- Os Francos denominavam-nos de nórdicos ou de dinamarqueses;
- Os Irlandeses designavam-nos de pagãos ou de estrangeiros;
- Na Europa Oriental apelidavam-nos de rus, varangianos ou varegues.

A etimologia da palavra é incerta. Na Escandinávia, o termo viking costuma estar relacionado com a palavra Viken (região costeira norueguesa à volta do fiorde de Oslo) ou vik (enseada, baía). Viking seria uma pessoa proveniente de Viken, ou aquele que se escondia num vik. "Ir em viking" (fara i viking) seria ir numa expedição marítima guerreira ou de pirataria. Outra hipótese lançada é que a palavra vik derivaria do verbo vikja (evitar), dado os vikings serem especialistas em se esconder e evitar os adversários. Ainda outra hipótese é que vik significava mercador, derivado do inglês antigo wíc (centro comercial), originada no latim vicus (pequena povoação).

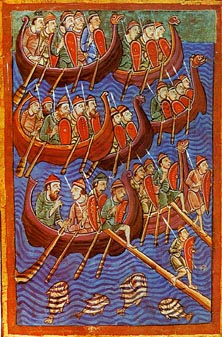
Representação dos vikings, retratado do século XII

A raiz da palavra germânica vik ou wik está relacionada a mercados, é o sufixo normalmente utilizado para referir-se a uma "cidade mercadora", da mesma forma que burg significa "lugar fortificado". Sandwich e Harwich, na Inglaterra, ainda mostram essa terminação, e Quentovic, a recém-escavada cidade portuária dos francos, mostra a mesma etimologia. A atividade mercantil dos vikings está bem documentada em vários locais arqueológicos como Hedeby. Há quem acredite que a palavra viking vem de vikingr do nórdico antigo, língua falada pelos vikings, mas eles não se denominavam assim; este nome foi atribuído a eles devido ao seu significado: piratas, aventureiros ou mercenários viajantes. Os vikings são escandinavos, que por sua vez, são um povo germânico, sendo provenientes dos indo-europeus. Os vikings a partir do século VII começaram a sair da Escandinávia, indo para as regiões próximas, devido a uma superpopulação e até problemas internos, como no caso de Érico, o Vermelho que foi expulso da Noruega e da Islândia por assassinato, além da motivação pelo comércio e pelos saques das cidades europeias. Os anais francos usam a palavra Normanni, os anglo-saxões os denominavam de Dani, e embora esses termos certamente se refiram respectivamente aos noruegueses e dinamarqueses, parece que frequentemente eram usados para os "homens do norte" em geral. Nas crônicas germânicas eles eram denominados de Ascomanni, isto é, "homens de madeira", porque suas naus eram feitas de madeira. Em fontes irlandesas eles aparecem com Gall (forasteiro) ou Lochlannach (nortistas); para o primeiro eram algumas vezes adicionadas as palavras branco (para noruegueses) ou preto (para dinamarqueses), presumivelmente devido às cores de seus escudos ou de suas malhas.
Adão de Bremen, historiador eclesiástico germânico, afirmou, aproximadamente em 1075, que o termo viking era usado pelos próprios dinamarqueses. Ele escreve: "… Os piratas a quem eles [dinamarqueses] chamam de Vikings, mas nós [os germânicos] chamamos de Ashmen". Se a origem da palavra viking for escandinava deve ser relativa à vig (batalha), ou vik (riacho, enseada, fiorde ou baía). Se por outro lado, a palavra viking não for de origem escandinava, pode estar relacionada à palavra "acampamento" — do inglês antigo wic e do latim vicus.

## Registros históricos

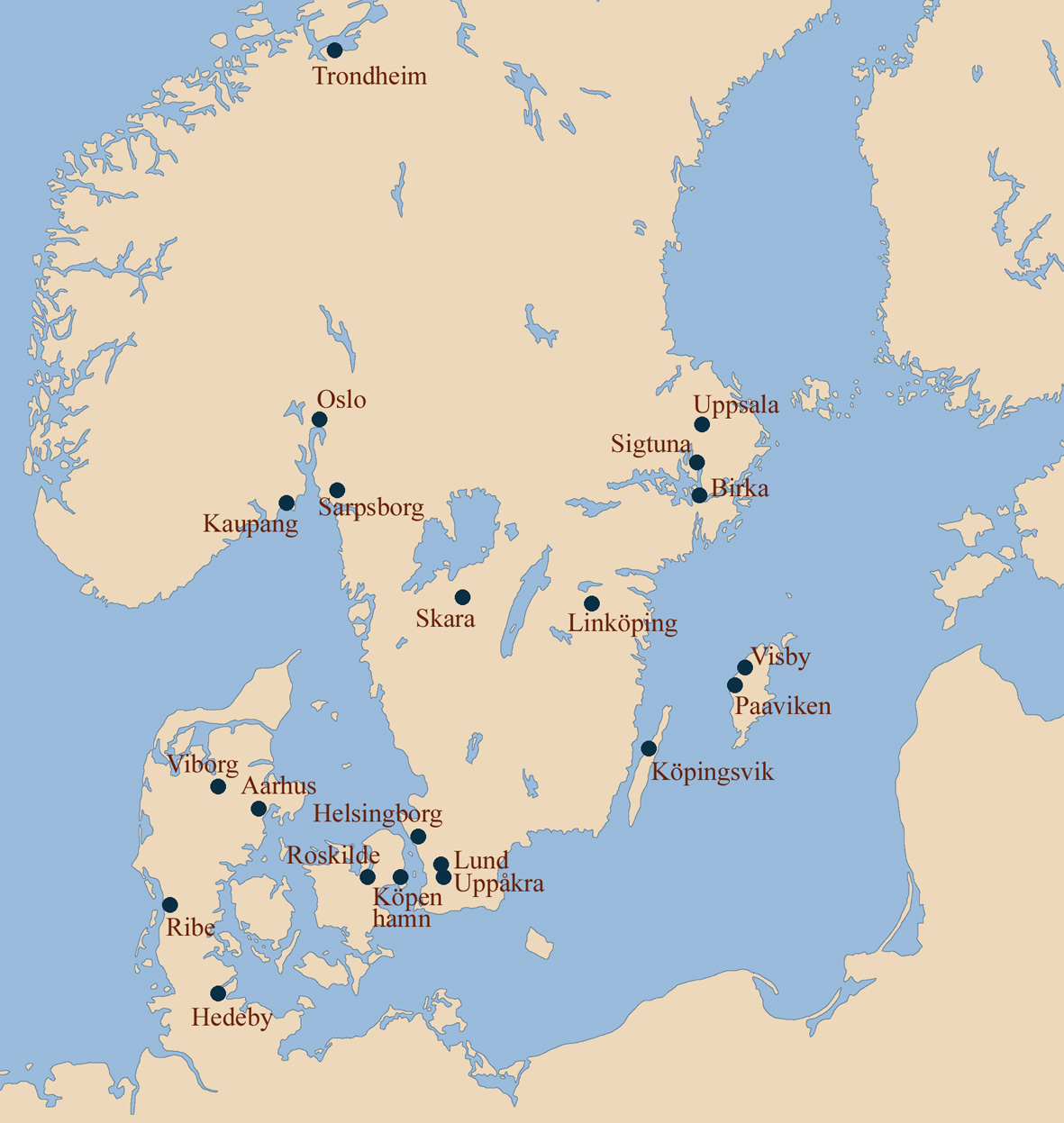
Cidades vikings na Escandinávia

A terra natal dos vikings era a Noruega, Suécia e Dinamarca. Eles e seus descendentes se estabeleceram na maior parte da costa do mar Báltico, grande parte da Rússia continental, a Normandia na França, Inglaterra e também atacaram as costas de vários outros países europeus, como Portugal, Espanha, Itália e até a Sicília e partes da Palestina.[carece de fontes?] Os vikings também chegaram à América antes da descoberta de Cristóvão Colombo, tendo empreendido uma tentativa fracassada de colonização na costa da região sudeste do Canadá.
Os vikings eram guerreiros que viajavam pelos mares a partir de sua terra, na península escandinava, pilhando e saqueando cidades, mas também estabelecendo colônias e comercializando. Eles chegaram a áreas no norte da Europa levando sua cultura, como a Normandia, na França, que Rolão conseguiu através de um acordo com Carlos, o Simples, o Tratado de Saint-Clair-sur-Epte. Este território era no norte da França ao redor da cidade de Ruão. Além da Groenlândia, onde Érico, o Vermelho criou colônias após ter sido expulso da Noruega e da Islândia, e do Canadá, para onde Leif Ericsson, filho de Érico viajou. Os vikings costumavam usar lanças (como o deus Odim) e machados e seus capacetes não possuíam chifres (como são apresentados). Viajavam em barcos rápidos chamados dracares, "dragão", por terem uma cabeça do mítico animal esculpida na frente. A velocidade desses barcos facilitava ataques surpresas e fugas quando necessário.

## Expansão
As diversas nações viking estabeleceram-se em várias zonas da Europa:
- Os dinamarqueses navegaram para o sul, em direção à Frísia, França e partes do sul da Inglaterra. Entre os anos 1013 e 1042, diversos reis vikings, como Canuto II da Dinamarca, chegaram mesmo a ocupar o trono inglês;[36]
- Os suecos navegaram para o leste entrando na Rússia, onde Rurique fundou o primeiro estado russo, e pelos rios ao sul para o mar Negro, Constantinopla e o Império Bizantino.

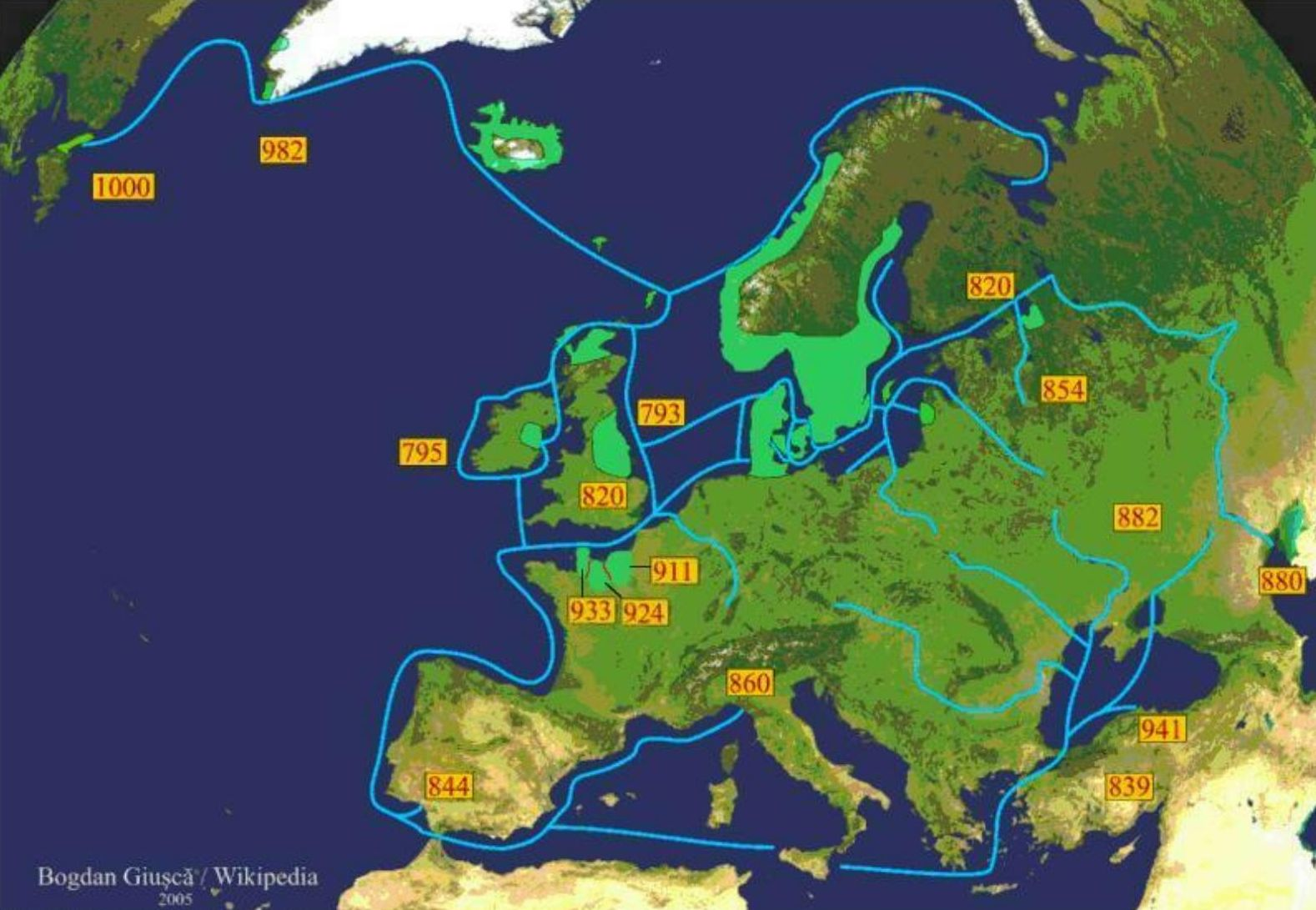
Território e viagens dos vikings

Mapa mostrando os assentamentos escandinavos nos séculos VIII (roxo), IX (vermelho), X (laranja) e XI (amarelo). O verde indica áreas sujeitas a frequentes ataques vikings

- Os noruegueses viajaram para o noroeste e oeste, para as Ilhas Feroe, Shetland, Órcades, Irlanda e Escócia. Excepto nas ilhas britânicas, os noruegueses encontraram principalmente terras inabitadas e fundaram povoados. Primeiro a Islândia em 825 (monges irlandeses já estavam lá), depois a Gronelândia (985), foram ocupadas e colonizadas por vikings noruegueses. Em cerca de 1000 d.C., a América do Norte foi descoberta por Leif Ericson da Gronelândia, que a chamou de Vinlândia. Um pequeno povoado foi fundado na península norte na Terra Nova (Canadá), mas a hostilidade dos indígenas locais e o clima frio provocaram o fim desta colônia em poucos anos. Os restos arqueológicos deste local — L'Anse aux Meadows — constituem hoje em dia um sítio de Patrimônio Mundial da UNESCO.

Os vikings começaram a incursão e colonizaram ao longo da parte nordeste do mar Báltico nos séculos VI e VII. No final do século VIII, os suecos faziam longas incursões descendo os rios da moderna Rússia e estabeleceram fortes ao longo do caminho para a defesa. No século IX eles controlavam Kiev e em 907 uma força de dois mil navios e oitenta mil homens atacou Constantinopla. Eles saíram de lá com um favorável acordo comercial do imperador bizantino. Depois chegando até a Sicília.
Os vikings fizeram a primeira investida no Oeste no final do século VIII. Os primeiros relatos de invasões viking datam de 793, quando dinamarqueses ("marinheiros estrangeiros") atacaram e saquearam o famoso mosteiro insular de Lindisfarne, na costa Leste da Inglaterra. Os vikings saquearam o mosteiro, mataram os monges que resistiram, carregaram seus navios e retornaram à Escandinávia. Nos 200 anos seguintes, a história Europeia encontra-se repleta de contos sobre os vikings e suas pilhagens. O tamanho e a frequência das incursões contra a Inglaterra, França e Alemanha aumentaram ao ponto de se tornarem invasões. Eles saquearam cidades importantes como Hamburgo, Utrecht e Ruão. Colônias foram estabelecidas como bases para futuras incursões. As colônias no Noroeste da França ficaram conhecidas como Normandia (de "homens do Norte"), e seus residentes eram chamados de normandos.
Em 865, o Grande Exército Pagão invadiu a Inglaterra. Eles controlaram boa parte da Inglaterra pelos dois séculos seguintes. Um dos últimos reis de toda a Inglaterra até 1066 foi Canuto, conhecido como "o Grande", que governava a Dinamarca e a Noruega simultaneamente. Em 871, uma outra grande esquadra navegou pelo rio Sena para atacar Paris. Eles cercaram a cidade por dois anos, até abandonarem o local com um grande pagamento em dinheiro e permissão para pilhar, desimpedidos, a parte oeste da França.
Em 911, o rei da França elevou o chefe da Normandia a Duque em troca da conversão ao cristianismo e da interrupção das incursões. Do Ducado da Normandia veio uma série de notáveis guerreiros como Guilherme I, que conquistou a Inglaterra em 1066; Roberto de Altavila e família, que tomaram a Sicília dos árabes entre 1060 e 1091 e Balduíno I, rei cruzado de Jerusalém.
Os vikings conquistaram a maior parte da Irlanda e grandes partes da Inglaterra, viajaram pelos rios da França, Portugal e Espanha, e ganharam controle de áreas na Rússia e na costa do mar Báltico. Houve também invasões no Mediterrâneo e no leste do mar Cáspio e há indícios de que estiveram na costa do novo continente, fundando a efêmera colônia de Vinlândia, no atual Canadá.

## A eraviking

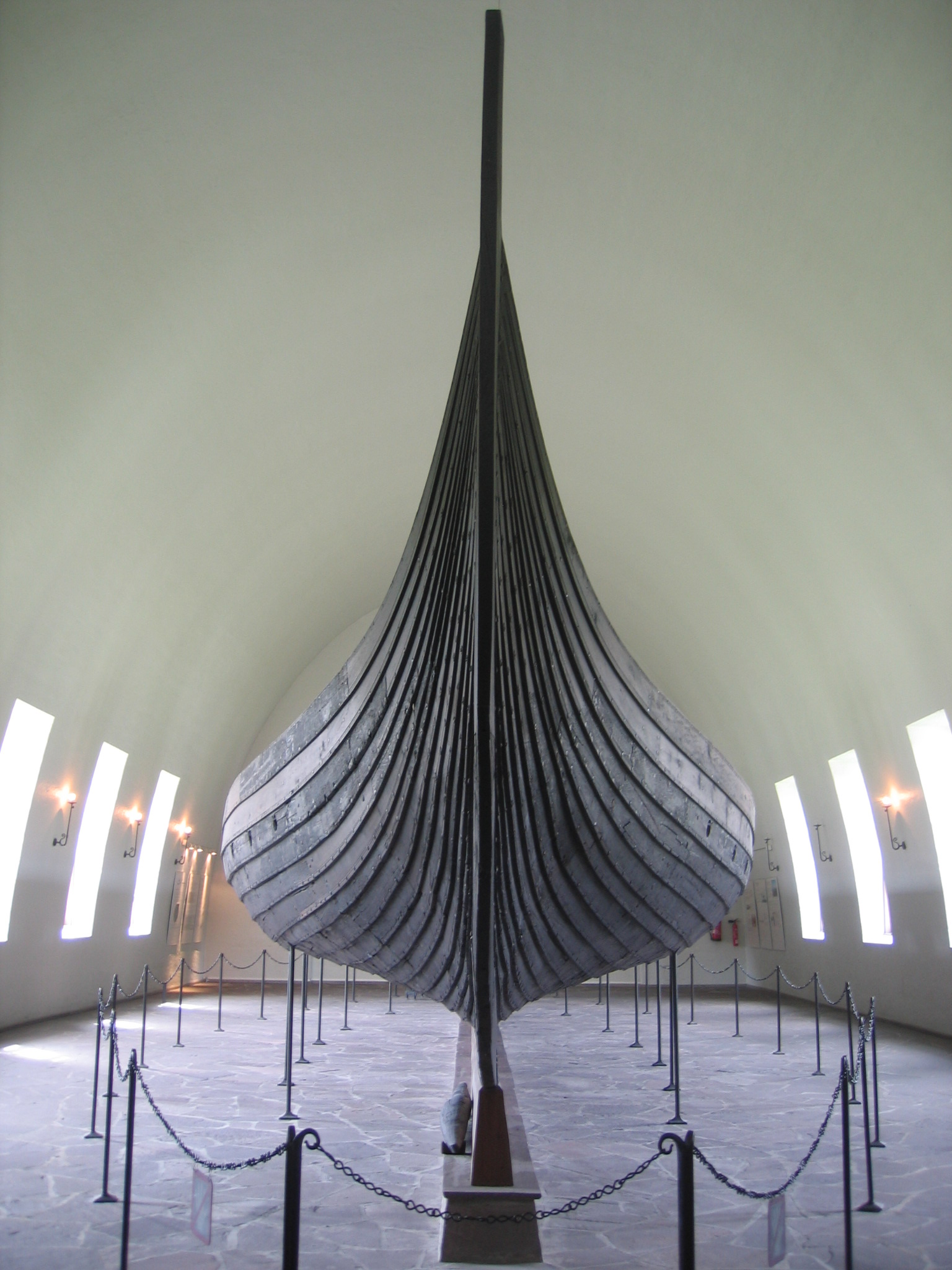
O Barco de Gokstad em exposição em Oslo, Noruega

O período compreendido entre as primeiras invasões registradas na década de 790 até a conquista normanda da Inglaterra, em 1066, é conhecido como a era viking da história escandinava. Supõe-se que os ataques aos povos que vivem ao redor do mar Báltico têm uma história anterior. Eles são, porém, não bem conhecidos, devido à falta de fontes escritas a partir dessa área. Os normandos eram descendentes de vikings dinamarqueses e noruegueses a que foram dados suserania feudal de áreas no norte da França — o Ducado da Normandia — no século X.[carece de fontes?] A este respeito, os descendentes dos vikings continuaram a ter influência no norte da Europa. Da mesma forma, o rei Harold Godwinson, o último rei anglo-saxão da Inglaterra, tinha antepassados dinamarqueses. Foram dois os víquingues que ascenderam ao trono na Inglaterra, Sweyn Forkbeard (1013-1014) e o seu filho Canuto, o Grande que se tornou rei de Inglaterra, reinando de 1016 a 1035.
Geograficamente, a "era viking" pode ser atribuída não apenas às terras escandinavas (modernas Dinamarca, Noruega e Suécia), mas também aos territórios sob domínio norte-germânico, principalmente o Danelaw, incluindo o York escandinavo, o centro administrativo dos restos mortais do Reino da Nortúmbria, partes do Reino da Mércia e a Ânglia Oriental. Navegantes vikings abriram o caminho para novas terras ao norte, oeste e leste, o que resultou na fundação de colônias independentes em Shetland, Orkney, Ilhas Faroé, Islândia, Groenlândia, e L'Anse aux Meadows, uma colônia de vida curta na Terra Nova, por volta de 1000. Muitas dessas terras, especificamente Groenlândia e Islândia, podem ter sido originalmente descobertas por marinheiros vikings.[carece de fontes?] Os vikings também exploraram e se estabeleceram em territórios em áreas dominadas pelos eslavos da Europa Oriental, especialmente a Rússia de Kiev. Por volta de 950 esses assentamentos foram amplamente "eslavizados".

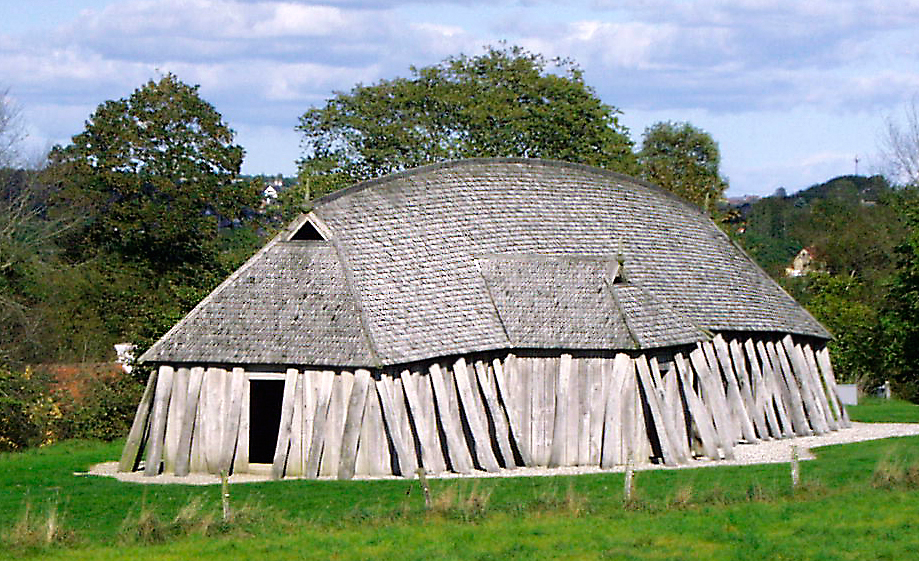
Uma casa comunal viking reconstruída

Já em 839, quando emissários suecos os primeiros a visitar o Império Bizantino, escandinavos serviram como mercenários a serviço do Império Bizantino. No final do século X, uma nova unidade da guarda imperial foi formada e tradicionalmente continha um grande número de escandinavos. Isso ficou conhecido como a Guarda varegue. A palavra "Varegues" pode ter se originado do nórdico antigo, mas em línguas eslavas e gregas poderia se referir tanto a escandinavos quantos aos francos. O mais eminente escandinavo que serviu a Guarda Varegue foi Haroldo Manto Cinzento, que posteriormente estabeleceu-se como rei da Noruega (1047-1066).
Importantes portos comerciais durante esse período incluem Birka, Hedeby, Kaupang, Iorque, Antiga Ladoga, Novogárdia e Kiev. Há evidências arqueológicas de que os vikings chegaram à cidade de Bagdá, o centro do Império Islâmico. Os nórdicos regularmente dobravam o rio Volga com seus bens de comércio: peles, dentes e escravos. No entanto, tinham muito menos sucesso na criação de assentamentos no Oriente Médio, devido ao poder islâmico mais centralizado.[carece de fontes?]
De modo geral, os noruegueses se expandiram para o norte e oeste, em lugares como Irlanda, Escócia, Islândia e Groenlândia, os dinamarqueses para Inglaterra e França, estabelecendo-se em Danelaw (norte/leste da Inglaterra) e Normandia, e os suecos a leste, na fundação da Rússia de Kiev, a Rússia original. No entanto, entre as runas suecas que mencionam expedições ao longo do mar, quase a metade referem-se a invasões e viagens para a Europa Ocidental. Além disso, de acordo com as sagas islandesas, muitos vikings noruegueses foram para a Europa Oriental. Essas nações, apesar de distintas, foram semelhantes na cultura e na língua. Os nomes dos reis escandinavos são conhecidos apenas após a era viking. Somente após o fim da era viking os reinos separados adquiriram identidades como nações, que passou de mão em mão com a sua cristianização. Assim, o fim da era viking para os escandinavos também marca o início da sua relativamente breve Idade Média.

## Declínio

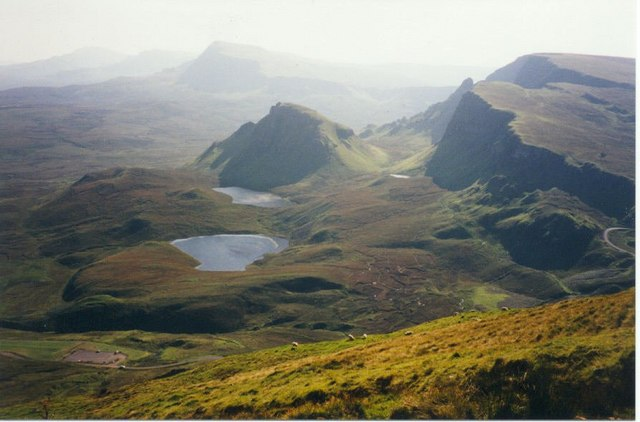
Blar a' Bhualite, último lugar onde os vikings estiveram na Ilha de Skye

Após décadas de pilhagem, a resistência aos vikings tornou-se mais eficiente e, depois da introdução do cristianismo na Escandinávia, tornou a cultura viking mais moderada. As incursões vikings cessaram no fim do século XI. A consolidação dos três reinos escandinavos (Noruega, Dinamarca e Suécia) em substituição das nações viking em meados do século XI deve ter influenciado também o fim dos ataques, visto que com eles os vikings passaram também a sofrer das intrigas políticas de que tanto se beneficiaram e muito da energia do rei estava dedicada a governar suas terras. A difusão do cristianismo fragilizou os valores guerreiros pagãos antigos, que acabaram por se extinguir. Os nórdicos foram absorvidos pelas culturas com as quais eles tinham se envolvido. Os ocupantes e conquistadores da Inglaterra viraram ingleses, os normandos viraram franceses e os Rus tornaram-se russos.
Os reis da agora cristianizada Noruega continuaram a reivindicar o poder em partes do norte da Grã-Bretanha e da Irlanda, o que levou a algumas incursões no século XII, mas as principais ambições militares dos governantes escandinavos estavam agora direcionadas para novos caminhos. Em 1107, Sigurdo I da Noruega viajou para o Mediterrâneo Oriental com cruzados noruegueses para lutar pelo recém-estabelecido Reino de Jerusalém, e dinamarqueses e suecos participaram energicamente das Cruzadas do Báltico nos séculos XII e XIII.
Os governantes escandinavos também passaram a ter como foco a unificação dos três reinos sob a coroa de um único monarca, o que somente se concluiu no final do século XIV, com a União de Kalmar, porém esta união chegou ao final com a saída da Suécia da união no século XVI (já no contexto histórico do Renascimento). Dinamarca e Noruega continuaram em união pessoal até o início do século XIX (já no contexto histórico da Revolução Industrial). O que se chega à conclusão de que além da cristianização, os descendentes escandinavos dos vikings passaram a focar mais em problemas internos ou em problemas regionais do Norte da Europa.
A escrita dos vikings era com runas, símbolos escritos em pedras, sendo usados até o período da cristianização que misturou as culturas e provocou alterações. Nessas misturas, muitas coisas da cultura cristã passaram para os vikings, mas algumas tradições e ideias da religião dos vikings passaram para os cristãos, colaborando para a aceitação do cristianismo pelos vikings. Alguns exemplos dessas cristianizações das coisas vikings, são, a “santificação” da festa da deusa Eostre – considerada por alguns, uma forma da deusa Frigg, esposa de Odin — cujos símbolos são coelhos e ovos e que originou os nomes da Páscoa no inglês e alemão, Easter (inglês) e Ostern (alemão, vindo de uma variação de seu nome, Ostera).
Na Rússia, os vikings eram conhecidos como varegues ou varegos (Väringar), e os guarda-costas escandinavos dos imperadores bizantinos eram conhecidos como guarda varegue. Outros nomes incluem nórdicos e normandos.

## Sociedade

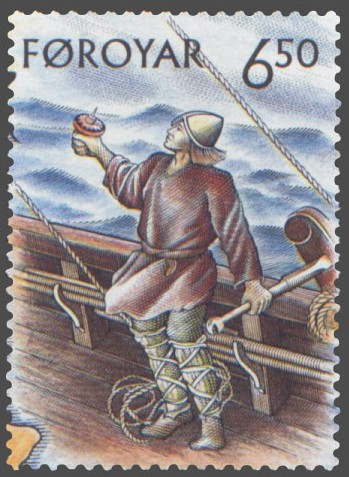
Timoneiro viking com elmo cônico, em selo das Ilhas Feroe

Os povos vikings, assim como tinham uma mesma organização política, também compartilhavam uma mesma composição sociocultural. A língua falada pelos vikings era a mesma, seu alfabeto também era o mesmo: o alfabeto rúnico.[carece de fontes?] As sociedades estavam divididas, de um modo geral, da seguinte maneira: O rei estava no ápice da pirâmide; abaixo dele estavam os jarls, homens ricos e grandes proprietários de terras (os jarls não eram nobres, pois nas sociedades vikings não havia nobres); abaixo dos jarls havia os karls ou seja, o povo, livres, mas sem posses ou com poucas propriedades, geralmente pequenos comerciantes ou lavradores. Os karls compunham o grosso dos exércitos vikings e tinham participação nas Tings; abaixo dos karls, havia os thralls, escravos. Eles geralmente eram prisioneiros de batalhas, mas podiam ser (dependendo da decisão da Althing da região) escravos por dívidas ou por crimes, seus proprietários tinham direito de vida e morte sobre eles.
A maior parte dos povoados vikings eram fazendas pequenas, com entre cinquenta e quinhentos habitantes. Nessas fazendas, a vida era comunitária, ou seja, todos deviam se ajudar mutuamente. O trabalho era dividido de acordo com as especialidades de cada um. Uns eram ferreiros, outros pescadores (os povoados sempre se desenvolviam nas proximidades de rios, lagos ou na borda de um fiorde), outros cuidavam dos rebanhos, uns eram artesãos, outros eram soldados profissionais, mas a maioria era agricultora.
As semeaduras ocorriam tão logo a primavera começava, pois os grãos precisavam ser colhidos no final do verão para que pudessem ser armazenados para o outono e inverno. Durante o inverno, as principais fontes de alimentos eram a carne de gado e das caças que eles obtinham. No verão o gado era transportado para as montanhas para pastar longe das plantações.
Nas fazendas, as pessoas moravam geralmente em grandes casarões comunitários. Geralmente esses casarões eram habitados pelas famílias. Por exemplo: três irmãos, com suas respectivas esposas, filhos e netos.
As famílias (fjolskylda) dos vikings eram muito importantes, sendo provedoras de abrigo, alimento e proteção. As famílias tinham rivalidades e brigas com outras, sendo julgados nas Tings ou com os ordálios, testes para julgamentos divinos. No caso de mortes da família, era normal haver vinganças, devido à importância destas na sociedade. Os membros das famílias trabalhavam juntos, mesmo após casarem, trabalhando desde pequenos nas famílias, aprendendo trabalhos mais difíceis com o tempo, trabalhando com ferro ou no caso de jarls, na política ou na guerra. Os patriarcas detinham muito poder, podendo escolher se seus filhos viveriam ou não após nascerem.
As mulheres após o casamento mudavam para a família do marido e tinham trabalhos como cozinhar, limpar e cuidar dos necessitados. As mulheres eram obedientes, mas podiam pedir divórcio, caso houvesse motivo, já os maridos podiam ter concubinas e matar as mulheres adúlteras, mas tinham de pagar ao pai da noiva para casar. Como as famílias ensinavam os trabalhos aos filhos, muitos trabalhos eram familiares, como os stenfsmiors, que construíam barcos e com a madeira dos barcos velhos, reparavam os outros barcos.

### Mitologia e religião

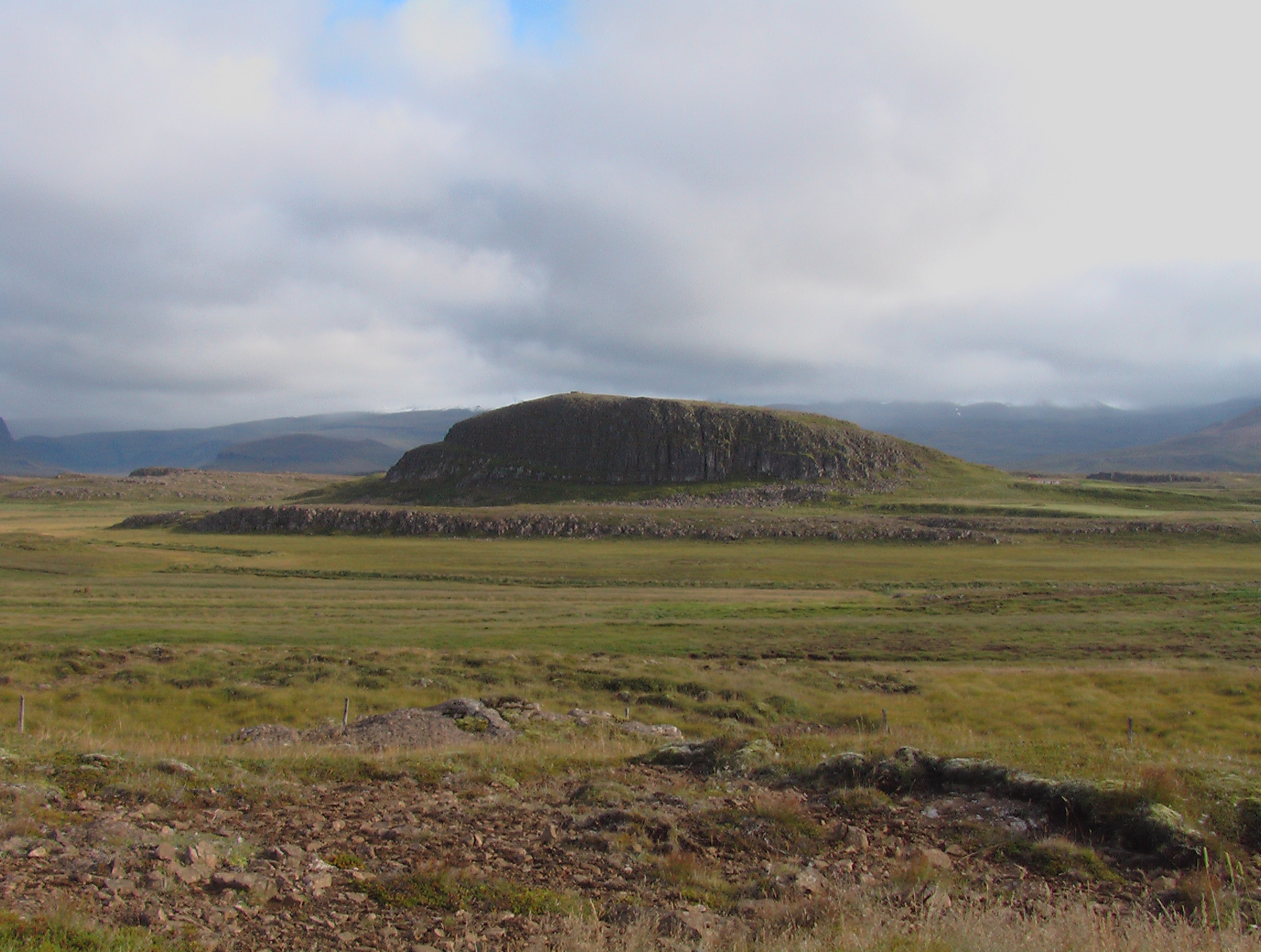
Helgafell, uma montanha no oeste da Islândia, é apresentada nas sagas islandesas como sendo sagrada para Thor.

Eles tinham várias histórias para explicar coisas do cotidiano, como o sol e a lua, que acreditavam serem perseguidos pelos lobos Skoll e Hati, filhos de Fenrir (que segundo o ragnarok, devora Odim em batalha, morrendo em seguida); o sol seria uma deusa e a lua um deus, chamado Máni. O arco-íris, segundo eles, tinha uma ponte, denominada Bifrost, guardada pelo deus Heimdall. A Deusa-Sol passava todo dia com sua carruagem puxada pelos cavalos, Asvid e Arvak. Os deuses eram mais ou menos populares de acordo com a importância que tinham com o cotidiano. Alguns dos deuses mais venerados foram, Odim, Tor e Njord.
A religião dos vikings costumava ter culto a ancestrais, além da veneração a deuses e transmitia ideias diferentes quanto a questões da vida e do mundo. Eles acreditavam que o mundo era dividido em "andares" e todos estavam unidos a uma enorme árvore, chamada Yggdrasil. Estes "andares" eram diferentes e possuíam características especiais, sendo estes, nove. Havendo um mundo para os deuses, Asgard, e um mundo onde as pessoas vivem, midgard, além dos outros sete que são, Nilfheim, mundo abaixo de midgard, no subsolo, onde Hel governa os mortos. Outro mundo é Jotunheim, reino frio e montanhoso, onde os gigantes de rocha e neve (chamados de Jotuns) habitam e era governado por Thrym, gigante que roubou o Miolnir de Tor para trocá-lo por Freia. Os outros mundos são, Vaneheim (casa dos Vanir), Muspellheim (casa dos gigantes de fogo, local cheio de cinzas e lava, cujo rei é o gigante Surt), Alfheim (onde os elfos moram), Svartaheim (onde os svartafars habitam, são conhecidos como elfos negros) e Nidavellir (é a terra dos anões).
Esta religião não era baseada na luta entre o bem e o mal, mas entre a ordem e o caos, sendo que nenhum deus era tido como completamente bom nem mau, mesmo Loki sendo apresentado como provocador de conflitos, ele ajudou os deuses em diversas ocasiões.
Os vikings valorizavam a morte e até a festejavam. Após a morte, havia ritos, como a queima do corpo do morto com vários pertences e após a queima, estes eram recolhidos e as cinzas, colocadas em potes de cerâmica. Outra forma usada após a morte era a criação de câmaras, onde o morto era colocado junto a vários pertences e até seus cavalos. Esta forma era mais usada na Dinamarca e na Ilha de Gotlândia. Há casos de enterros de navios, onde foram colocados rainha e princesa, junto a pertences e animais sacrificados, como, cães, cavalos e bois. Em outra câmara, foi encontrada uma mulher bem vestida, sendo esta rica e uma mal vestida retorcida, estudos confirmaram que esta era escrava e havia sido posta viva nesta câmara. No caso da morte de homens, era costume a sua mulher favorita ser enterrada viva junto a ele. O uso de barcos como túmulo, mostra poder e prestígio do morto e também simboliza a jornada pós-morte e tem ligação com a adoração a Njord.

### Cultura dos vikings

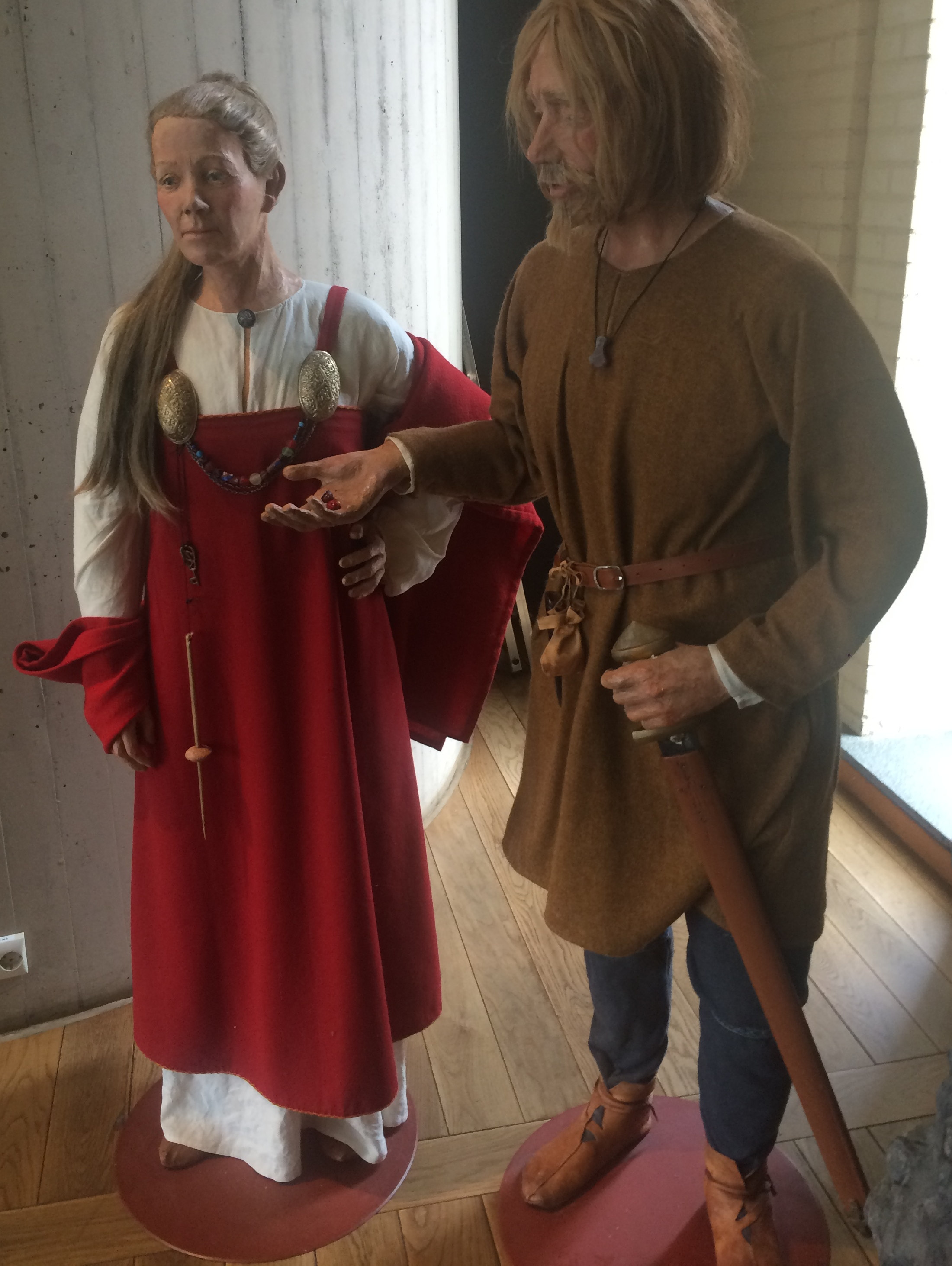
Vestimentas de um homem e uma mulher viking, no Museu Arqueológico de Stavanger, na Noruega

A cultura dos vikings tinha caráter guerreiro, devido também a influências religiosas. Eles eram politeístas, tendo deuses com diversas características, personalidades, histórias e influências no dia-a-dia. Estes deuses eram divididos em dois grupos, os Aesir e os Vanir, além de terem outras criaturas como os gigantes. Os Aesir e os Vanir têm poucas diferenças, mas há várias histórias sobre guerras entre os dois grupos. Além dos deuses, também eram relatadas histórias de heróis. Os vikings apreciavam muito as espadas, sendo que os mais ricos e poderosos tinham as mais belas e melhores, possuindo detalhes dourados e até mesmo rúnicos. Além das espadas, eles tinham facas, adagas, lanças de diversos tipos, como de arremesso. Estas eram as armas mais usadas em batalhas, sendo atiradas nos inimigos ou usadas normalmente; quando atiradas, era clamado o nome de Odim, o deus da guerra conhecido por sua lança, Gungnir.
Mas os vikings também usavam o arco e flecha, principalmente nas batalhas marítimas, e os machados. Estes, entretanto, foram mais usados no começo da era viking, em especial no cotidiano por ser simples e rústico, não possuindo detalhes luxuosos, como algumas espadas. Os escudos eram de madeira, mas com um detalhe de ferro no meio e ao longo da borda para proteger a mão. Também havia tipos específicos de infantaria, como os berserkers, que imitavam a ferocidade e bravura dos animais selvagens, muitas vezes não usando proteções nas guerras, efeito o qual se atingia através da ingestão de cogumelos alucinógenos e bebidas alcoólicas.

### Mulheres
As mulheres tinham um "status" relativamente livre nos países nórdicos da Suécia, Dinamarca e Noruega, ilustrados nas leis islandesas Grágás, do Frostating norueguês e nas leis Gulating. A tia paterna, a sobrinha paterna e a neta paterna, referida como odalkvinna, tinham o direito de herdar a propriedade de um homem falecido. Na ausência de parentes do sexo masculino, uma mulher solteira sem filho poderia herdar não só a propriedade, como também a posição como chefe da família de um pai ou irmão falecido. Tal mulher era chamada Baugrygr e exercia todos os direitos oferecidos ao chefe de um clã familiar — como o direito de exigir e receber multas pelo abate de um membro da família — até casar-se, pelo qual seus direitos eram transferidos para seu novo marido. Essas liberdades gradualmente desapareceram após a introdução do cristianismo, e, a partir do final do século XIII, não são mais mencionados. Um corpo de um viking do século X desenterrado na década de 1880, como uma figura da Cavalgada das Valquírias de Richard Wagner: uma guerreira de elite enterrada com uma espada, um machado, uma lança, flechas, uma faca, dois escudos e um par de cavalos de guerra, como uma valquíria mítica (descrita acima em uma pintura do século XIX), a primeira guerreira viking de alto status a ser identificada. O DNA da guerreira prova seu sexo, sugerindo um grau surpreendente de equilíbrio de gênero na ordem social violenta dos vikings.

## Navios

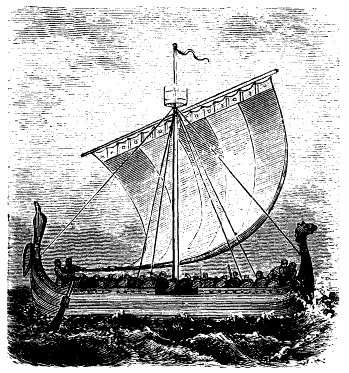
Dracar viking

Além de permitir que os vikings navegassem longas distâncias, seus navios dragão (dracar) traziam vantagens tácticas em batalhas. Eles podiam realizar manobras eficientes de ataque e de fuga, nas quais atacavam rápida e inesperadamente, desaparecendo antes que uma contra-ofensiva pudesse ser lançada. Os Dracares  podiam também navegar em águas rasas, permitindo que os vikings entrassem em terra através de rios.

## Museusvikings
Existe um famoso museu viking em Oslo, na Noruega, denominado Vikingskipshuset, e outro localizado em Dublin, construído em um dos castelos da cidade, chamado de Dublinia. Além disso, há um museu dedicado aos barcos vikings, o Vikingeskibsmuseet na Dinamarca

## Revitalizações modernas
As primeiras publicações modernas sobre o que hoje chamamos de cultura viking apareceram no século XVI, como, por exemplo, Historia de gentibus septentrionalibus (Olavo Magno, 1555), e a primeira edição da Feitos dos Danos, escrita no século XIII, de Saxão Gramático, em 1514. O ritmo de publicação aumentou durante o século XVII com as traduções latinas de Edda (especialmente Islandorum Edda, de Peder Resen, em 1665).

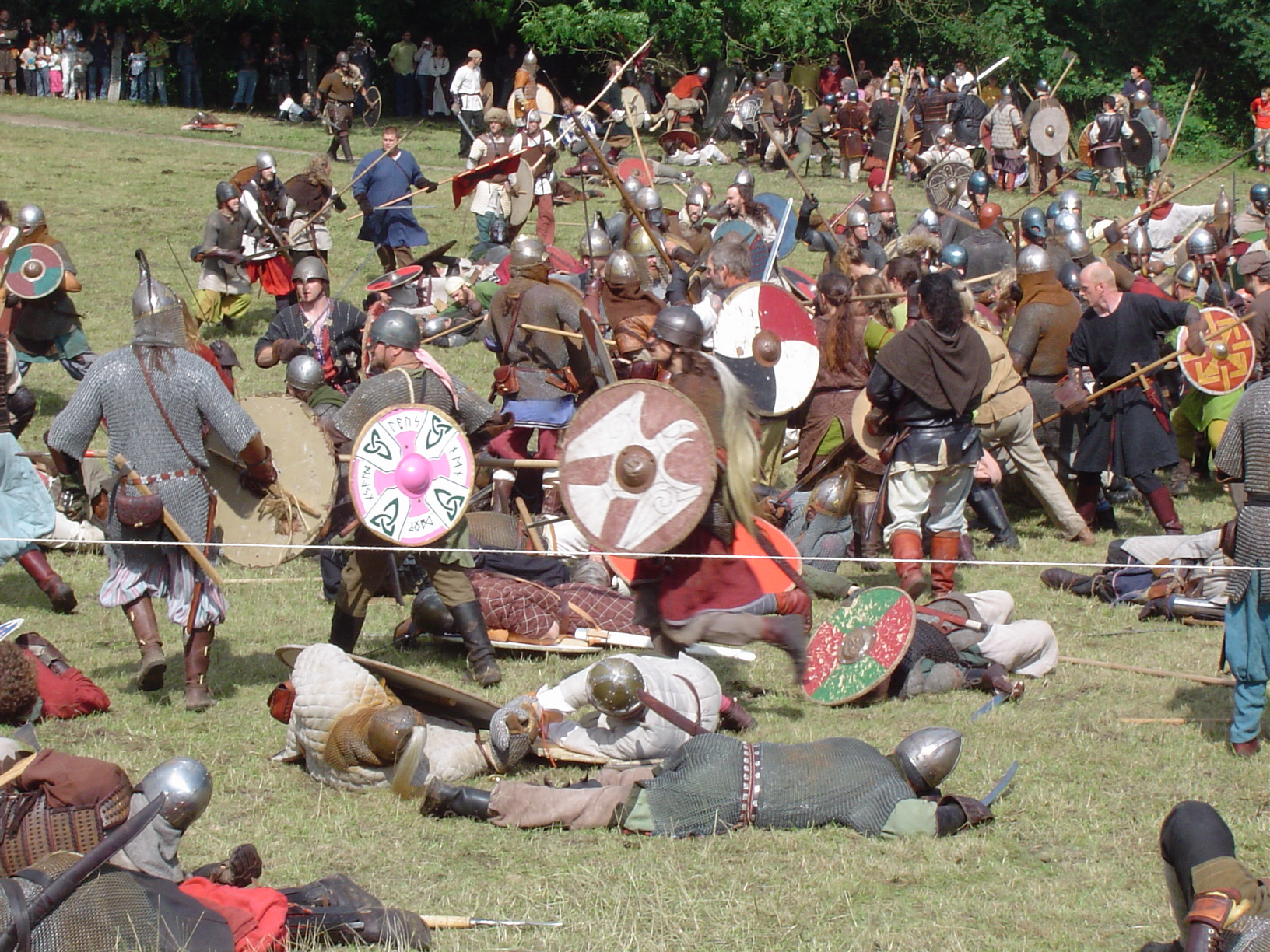
A encenação moderna de uma batalha viking

Na Escandinávia, os estudiosos dinamarqueses do século XVII, Thomas Bartholin e Ole Worm, e o sueco Olof Rudbeck foram os primeiros a definir o padrão para usar runas e sagas islandesas como fonte histórica.[carece de fontes?] Durante o Iluminismo e o Renascimento nórdico, o estudo histórico na Escandinávia tornou-se mais racional e pragmático, como foi testemunhado pelas obras do historiador dinamarquês Ludvig Holberg e do sueco Olof von Dalin.[carece de fontes?] Um contribuidor pioneiro britânico ao estudo dos vikings foi George Hicke, que publicou seu Linguarum vett. septentrionalium thesaurus em 1703-1705. Durante o século XVIII, o interesse e o entusiasmo britânico pela Islândia e pela cultura escandinava antiga cresceu dramaticamente, expressas em traduções inglesas dos textos Old Norse e poemas originais que exaltavam as supostas "virtudes viking".
A palavra "viking" foi popularizada no início do século XIX por Erik Gustaf Geijer em seu poema The Viking. O poema de Geijer muito fez para difundir o novo ideal romantizado do viking, que tinha pouca base em fatos históricos. O renovado interesse do romantismo no Norte Antigo tinha implicações políticas contemporâneas. A Sociedade Geatish, da qual Geijer era membro, popularizou o mito em grande medida. Outro autor sueco que teve grande influência sobre a percepção dos vikings foi Esaias Tegnér, membro da Sociedade Geatish, que escreveu uma versão moderna de Friðþjófs saga hins frœkna, que se tornou muito popular nos países nórdicos, no Reino Unido e na Alemanha.
O fascínio com os vikings chegou ao ápice durante a chamada revivificação viking no final do século XVIII e XIX. Na Grã-Bretanha, assumiu a forma de Septentrionalismo, na Alemanha, a compaixão de Richard Wagner ou mesmo o misticismo germânico, e nos países escandinavos, o nacionalismo romântico ou escandinavismo. As pioneiras edições escolares do século XIX da era viking começaram a chegar a um público pequeno na Grã-Bretanha, os arqueólogos começaram a escavar sobre o passado viking da Grã-Bretanha, e os linguistas entusiastas começaram a identificar origens na era viking de expressões idiomáticas e provérbios rurais. Os novos dicionários da língua nórdica antiga permitiu que os vitorianos lidassem com as primitivas sagas islandesas.

### Elmos com chifres

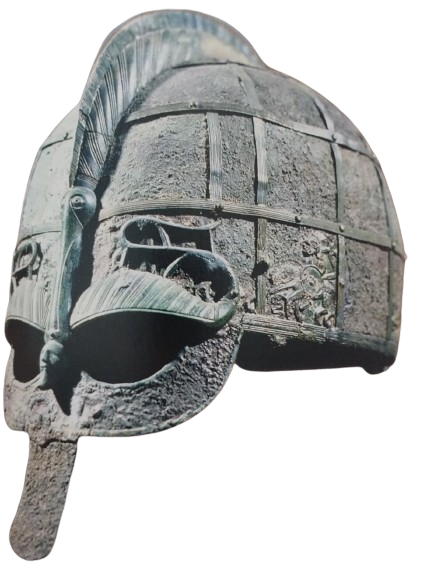
Elmo viking séc. V, bronze e ferro (Museu Histórico de Estocolmo)

Muitos dizem que os vikings usavam elmos com chifres pois receavam, pelas suas crenças, de que o céu lhes pudesse vir a cair nas cabeças. Apesar desta conhecida imagem a respeito deles — que na realidade era uma crença celta e não nórdica — eles jamais utilizaram tais elmos. Essas características não passam de uma invenção artística das óperas do século XIX, que reforçavam as nacionalidades, no romantismo, e que visavam a resgatar a imagem dos vikings como bárbaros cruéis, pois sua aparência era incerta. Os capacetes que os vikings verdadeiramente utilizavam eram cônicos e sem chifres (como se pode ver na imagem do "timoneiro viking"). Não existe qualquer tipo de evidência científica (paleográfica, histórica, arqueológica, epigráfica) de que os escandinavos da era viking tenham utilizado capacetes córneos. As artes plásticas e a literatura auxiliaram a divulgação dos estereótipos sobre os vikings, principalmente depois de 1880.

### Berserker
Lendas contam que guerreiros tomados por um frenesi insano, conhecidos como berserkir (singular; antigo nórdico), iam a batalha vestidos com casacos de pele de ursos, os de pele de lobos eram chamados de ulfhednar ou ulfhedir e atiravam-se nas linhas inimigas. O relato mais antigo sobre berserkers está escrito em Haraldskvæði, um poema escáldico do século IX, escrito por Thórbiörn Hornklofi, em homenagem ao rei Haroldo Godwinson. Não há relatos contemporâneos da existência dos berserkers.

## Aldeias
As fazendas viquingues eram compostas de diversas fazendas agrupadas. A maioria produzia vegetais e animais suficientes para sustentar todos os que viviam na fazenda, sejam humanos ou animais. Os vikings eram em sua maioria agricultores, mesmo que parte do tempo realizassem trocas com pescado. As fazendas eram geralmente pequenas, a menos que o proprietário fosse rico, e podiam ser tanto isoladas quanto agrupadas em pequenas aldeias agrícolas. Sabe-se, também, que as fazendas e vilas mudavam cem metros a cada geração para tirar proveito dos solos frescos. Mas isso mudou com a transição para o cristianismo, quando os vikings construíram igrejas de pedras, fazendo com que as aldeias permanecessem no mesmo lugar.

## Legado

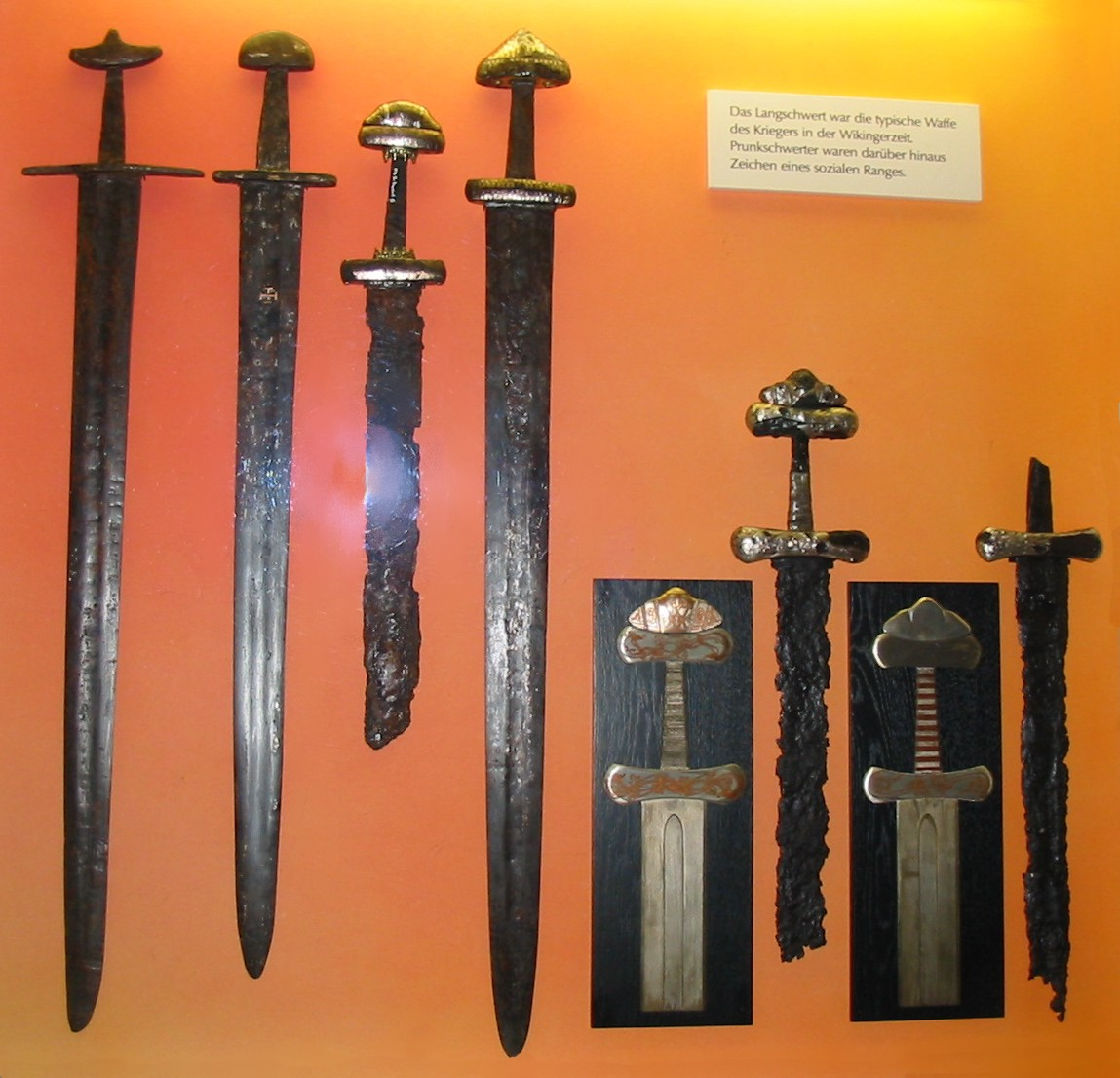
Armamento viking

### Percepções medievais
Na Inglaterra, a Era viking começou dramaticamente em 8 de junho de 793, quando nórdicos destruíram e saquearam a abadia em Lindisfarne. A devastação da Ilha Sagrada de Nortúmbria chocou e alertou as Cortes Reais Europeias sobre a presença viking. "Uma atrocidade nunca antes vista", declarou o monge de Nortúmbria Alcuíno de Iorque. Cristãos medievais na Europa estavam totalmente despreparados para as incursões vikings e não encontravam explicações para sua chegada e o sofrimento que tiveram sob as mãos dos vikings. Mais que qualquer outro evento, o ataque a Lindisfarne criou uma percepção demonizada sobre os vikings pelos próximos séculos. Apenas a partir da década de 1890 estudiosos fora da Escandinávia começaram a estudar seriamente as conquistas vikings, reconhecendo sua arte, habilidades, tecnologias e técnicas de navegação.
Mitologia nórdica, sagas e literatura contam sobre a cultura e a religião escandinava por meio de contos de heróis mitológicos. As primeiras transmissões dessas informações eram realizadas oralmente, e textos posteriores dependiam das traduções e transcrições dos monges cristãos, incluindo os islandeses Snorri Sturluson e Semundo, o Sábio. Muitas dessas sagas foram escritas na Islândia e a maioria, mesmo que não tivesse procedência islandesa, foram preservadas lá após a Idade Média em decorrência do contínuo interesse de islandeses em literatura nórdica e códigos de lei.
A influência de 200 anos dos vikings sobre a história europeia é repleta de pilhagens e colonizações, e a maioria dessas crônicas provêm de testemunhas ocidentais e seus descendentes. Menos comum, embora igualmente relevante, são as crônicas vikings que originaram-se no oriente, incluindo as crônicas de Nestor, crônicas de Novogárdia, crônicas de Amade ibne Fadalane, crônicas de Amade ibne Rusta, e algumas menções por Fócio, patriarca de Constantinopla, a respeito do primeiro ataque ao Império Bizantino. Outras crônicas acerca da história viking incluem Adão de Brema, que escreveu, no quarto volume de seu Gesta Hammaburgensis Ecclesiae Pontificum, "há muito ouro aqui (na Zelândia), acumulado pela pirataria. Estes piratas, chamados de wichingi por seu próprio povo, e Ascomanni por nosso povo, pagam tributos ao rei dinamarquês. Em 991, a Batalha de Maldon, entre invasores vikings e habitantes de Maldon em Essex foi comemorada com um poema homônimo.

### Percepções pós-medievais

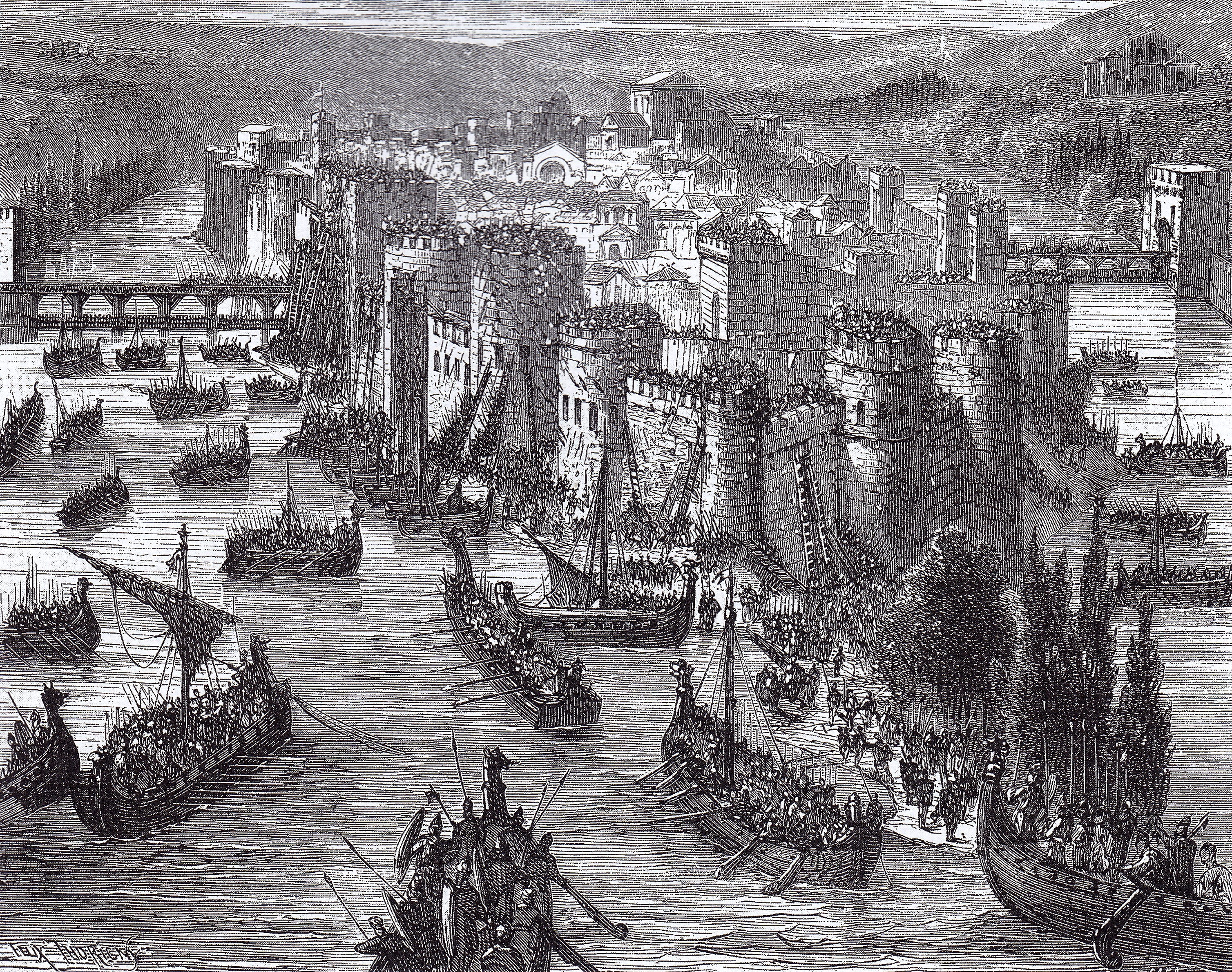
Navios vikings sitiando Paris em 845, pintura do século XIX

As primeiras publicações modernas, tratando acerca do que atualmente é conhecido como cultura viking, apareceram no século XVI, com o livro Historia de gentibus septentrionalibus (Olavo Magno, 1555), e a primeira edição do livro do século XIII Feitos dos Danos de Saxão Gramático, em 1514. O ritmo de publicação cresceu durante o século XVII com traduções para o latim de Edda (notadamente Edda Islandorum, de Peder Resen, em 1665).
Na Escandinávia, os monges dinamarqueses do século XVII Thomas Bartholin e Ole Worm e o sueco Olof Rudbeck usaram inscrições rúnicas e sagas islandesas como fontes históricas. Um importante contribuidor britânico para o estudo acerca dos vikings foi George Hicke, que publicou seu Linguarum vett. septentrionallium thesaurus em 1703-05. Durante o século XVIII, o interesse e entusiasmo britânico pela Islândia e culturas antigas da Escandinávia cresceram dramaticamente, expressados em traduções para a língua inglesa de textos em nórdico antigo e em poemas originais que exaltavam as virtudes vikings.
A palavra "viking" foi primeiramente popularizada no início do século XIX por Erik Gustaf Geijer em seu poema The Viking. O poema de Geijer propagou o novo ideal romantizado do viking, que possuía poucas bases históricas em fatos. O interesse renovado do romantismo nos nórdicos antigos teve implicações políticas contemporâneas. A Associação Gótica, da qual Geijer era membro, popularizou o mito criado em grandes proporções. Outro autor sueco que possuía grande influência sobre a percepção acerca dos vikings era Esaias Tegnér, também membro da Associação Gótica, responsável pela escrita da versão moderna de Friðþjófs saga hins frœkna, que tornou-se muito popular nos países nórdicos, no Reino Unido e na Alemanha.
A fascinação com os vikings atingiu um ápice durante o chamado Renascimento Viking entre os séculos XVIII e XIX como um ramo do nacionalismo romântico. No Reino Unido, chamava-se Setentrionalismo, na Alemanha de pathos "Wagneriano" e em países escandinavos como Escandinavismo. No século XIX, edições acadêmicas da Era Viking começaram a atingir pequenas comunidades de leitoras na Grã-Bretanha, arqueólogos começaram a estudar o passado viking do Reino Unido e linguistas entusiastas começaram a identificar as origens dos idiomas e provérbios rurais da Era Viking. Os novos dicionários da língua nórdica antiga permitiam aos vitorianos combater as sagas islandesas antigas.
Até recentemente, a história da Era Viking era largamente baseada em sagas islandesas, a história dos dinamarqueses escrita por Saxo Grammaticus, a Crônica de Nestor e Cogad Gáedel re Gallaib. Poucos estudiosos ainda aceitam estes textos como fontes confiáveis, já que historiadores confiam, agora, na arqueologia e na numismática, disciplinas que fizeram valorosas contribuições para o entendimento do período.